# Іванівка (Вовчанська міська громада)
Іва́нівка — село в Україні, у Вовчанській міській громаді Чугуївського району Харківської області. Населення становить 522 осіб. До 2020 орган місцевого самоврядування — Іванівська сільська рада.

## Географія
Село Іванівка знаходиться на лівому березі річки Плотва, вище за течією примикає до села Василівка, нижче — село Захарівка. У селі Яр Ромашки та Яр Прокурорський впадають у річку Плотву.

## Історія
Село засноване в 1650 році. На початку ХІХ століття належало родині Бекарюкових.
За даними на 1864 рік у власницькому селі Волохівської волості Вовчанського повіту мешкало 339 осіб (162 чоловічої статі та 177 — жіночої), налічувалось 49 дворових господарств, існували православна церква та вівчарний завод.
Станом на 1914 рік кількість мешканців села зросла до 1307 осіб.
Село постраждало внаслідок геноциду українського народу, проведеного урядом СССР в 1932—1933 роках, кількість встановлених жертв в Іванівці, Благодатному, Василівці, Захарівці —874 людей.
12 червня 2020 року, відповідно до Розпорядження Кабінету Міністрів України  № 725-р «Про визначення адміністративних центрів та затвердження територій територіальних громад Харківської області», увійшло до складу Вовчанської міської громади.
19 липня 2020 року, в результаті адміністративно-територіальної реформи та ліквідації Вовчанського району, село увійшло до складу Чугуївського району.

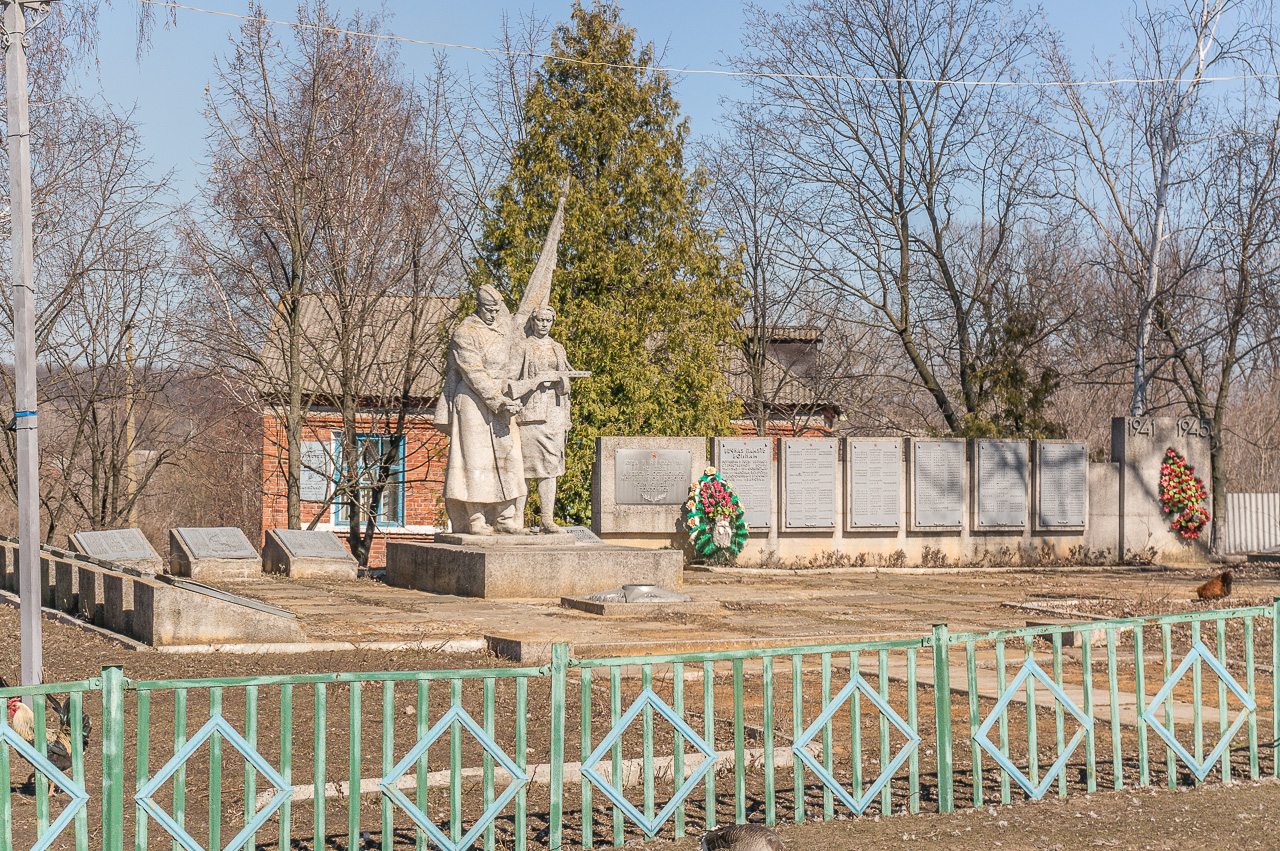
Братська могила радянський воїнів. Вид зблизька
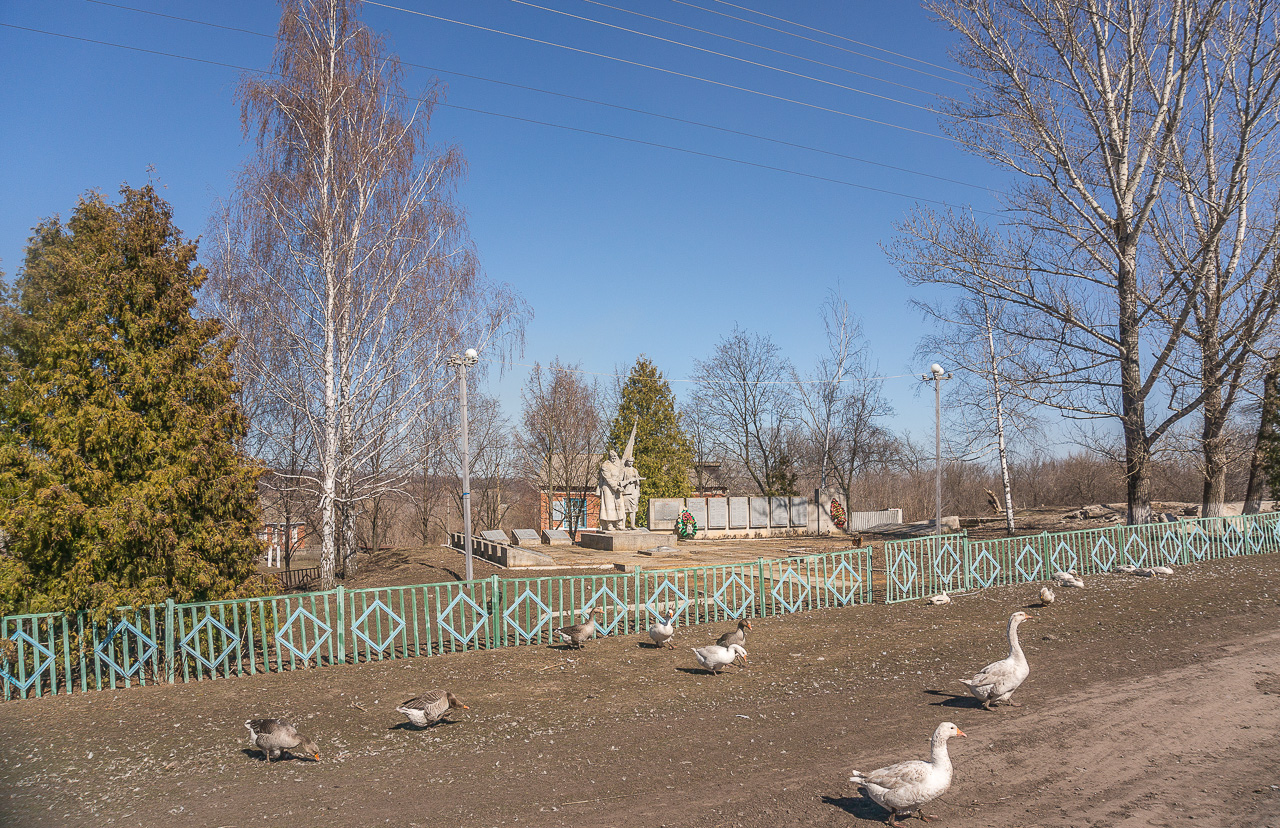
Братська могила радянський воїнів

## Пам'ятки
Ентомологічний заказник місцевого значення «Василівський». Площа 5,5 га. Місце розміщення — біля села Іванівка. Заказник знаходиться на південному схилі балки в урочищі «Василівське» з цілинною степовою рослинністю. Створений для охорони корисних комах запилювачів люцерни. У складі ентомофауни численні види, які занесені до Червоної книги України: дибка степова, рофітоідес сірий, мегахіла округла, джміль глинистий, джміль вірменський, джміль волохатий.

## Відомі уродженці
Мулік Олексій Тимофійович — радянський архітектор.